# Ángelo Cruzado Sifuentes
Ángelo Cruzado Sifuentes (Chimbote, departamento de Ancash, 10 de diciembre de 1979) es un futbolista peruano. Juega de delantero en el San Agustín de Nuevo Chimbote de la Copa Perú. Tiene 45 años.

## Trayectoria
Luego de varias temporadas defendiendo al club de su pueblo, José Gálvez. Regresa en el 2010 para sacarlo de crisis, el cholo personalmente hizo una buena campaña jugando 35 partidos y anotando 4 goles pero colectivamente no fue bueno ya que el equipo descendió.
En 2015 descendió con Sport Loreto. Participó con Comerciantes Unidos en la Segunda División y salió campeón, luego retorno a Sport Loreto en Segunda División.

## Clubes
| Club                         | País | Año         |
| ---------------------------- | ---- | ----------- |
| Defensor Strong Boys         | Perú | 1997-1999   |
| Sport Áncash                 | Perú | 2000-2001   |
| Defensor Cambio Puente       | Perú | 2002        |
| Unión Florida                | Perú | 2003        |
| José Gálvez                  | Perú | 2003        |
| Unión Juventud               | Perú | 2004        |
| José Gálvez                  | Perú | 2004-2006   |
| Sport Boys                   | Perú | 2007        |
| José Gálvez                  | Perú | 2008-2010   |
| Inti Gas                     | Perú | 2011        |
| Sport Huancayo               | Perú | 2012 - 2014 |
| Sport Loreto                 | Perú | 2015        |
| Comerciantes Unidos          | Perú | 2016        |
| Sport Loreto                 | Perú | 2016        |
| San Agustín (Nuevo Chimbote) | Perú | 2024 -      |